# Amönau
Amönau ist ein Stadtteil von Wetter (Hessen) im mittelhessischen Landkreis Marburg-Biedenkopf und liegt 13 Kilometer nordwestlich von Marburg in der Wetschaft-Senke an der Mündung der Asphe in den Treisbach.

## Geschichte

### Ortsgeschichte
Der früheste erhalten gebliebene urkundliche Nachweis belegt den Ort Amenowa erstmals um das Jahr 1130 als Zubehör der Villikation Ebsdorf des Mainzer St. Stephanstifts.
Hessische Gebietsreform (1970–1977)
Im Zuge der Gebietsreform in Hessen genehmigte die Landesregierung mit Wirkung vom 31. Dezember 1971 die Eingliederung der Gemeinde Amönau und anderer Gemeinden in die Stadt Wetter (Hessen-Nassau) im damaligen Landkreis Marburg. Für alle nach Wetter eingegliederten Gemeinden und die Kernstadt wurde je ein Ortsbezirk eingerichtet.

### Verwaltungsgeschichte im Überblick
Die folgende Liste zeigt die Staaten und Verwaltungseinheiten, denen Amönau angehört(e):
- vor 1567: Heiliges Römisches Reich, Landgrafschaft Hessen, Amt Wetter[6]
- ab 1567: Heiliges Römisches Reich, Landgrafschaft Hessen-Marburg, Amt Wetter[7]
- 1604–1648: Heiliges Römisches Reich, strittig zwischen Landgrafschaft Hessen-Darmstadt und Landgrafschaft Hessen-Kassel (Hessenkrieg), Amt Wetter
- ab 1648: Heiliges Römisches Reich, Landgrafschaft Hessen-Kassel, Amt Wetter
- ab 1806: Landgrafschaft Hessen-Kassel, Amt Wetter
- 1807–1813: Königreich Westphalen, Departement der Werra, Distrikt Marburg, Kanton Wetter
- ab 1815: Kurfürstentum Hessen, Amt Wetter[8]
- ab 1821: Kurfürstentum Hessen, Provinz Oberhessen, Kreis Marburg[9][Anm. 1]
- ab 1848: Kurfürstentum Hessen, Bezirk Marburg
- ab 1851: Kurfürstentum Hessen, Provinz Oberhessen, Kreis Marburg
- ab 1867: Königreich Preußen, Provinz Hessen-Nassau, Regierungsbezirk Kassel, Kreis Marburg
- ab 1871: Deutsches Reich, Königreich Preußen, Provinz Hessen-Nassau, Regierungsbezirk Kassel, Kreis Marburg
- ab 1918: Deutsches Reich, Freistaat Preußen, Provinz Hessen-Nassau, Regierungsbezirk Kassel, Kreis Marburg
- ab 1944: Deutsches Reich, Freistaat Preußen, Provinz Kurhessen, Landkreis Marburg
- ab 1945: Deutsches Reich, Amerikanische Besatzungszone, Groß-Hessen, Regierungsbezirk Kassel, Landkreis Marburg
- ab 1946: Deutsches Reich, Amerikanische Besatzungszone, Hessen, Regierungsbezirk Kassel, Landkreis Marburg
- ab 1949: Bundesrepublik Deutschland, Hessen, Regierungsbezirk Kassel, Landkreis Marburg
- ab 1972: Bundesrepublik Deutschland, Hessen, Regierungsbezirk Kassel, Landkreis Marburg, Stadt Wetter (Hessen)
- ab 1974: Bundesrepublik Deutschland, Hessen, Regierungsbezirk Kassel, Landkreis Marburg-Biedenkopf, Stadt Wetter (Hessen)
- ab 1981: Bundesrepublik Deutschland, Hessen, Regierungsbezirk Gießen, Landkreis Marburg-Biedenkopf, Stadt Wetter (Hessen)

### Gerichte seit 1821
Mit Edikt vom 29. Juni 1821 wurden in Kurhessen Verwaltung und Justiz endgültig getrennt. Der Kreis Marburg war für die Verwaltung und das Justizamt Wetter war als Gericht in erster Instanz für Amönau zuständig. Nach der Annexion Kurhessens durch Preußen 1866 erfolgte am 1. September 1867 die Umbenennung des bisherigen Justizamtes in Amtsgericht Wetter. Auch mit dem Inkrafttreten des Gerichtsverfassungsgesetzes (GVG) 1877 blieb das Amtsgericht bestehen. 1943 wurde das Amtsgericht Zweigstelle des Amtsgerichts Marburg und 1946 wurde auch die Zweigstelle geschlossen. Der Bezirk des Amtsgerichts Wetter ging im Bezirk des Amtsgerichts Marburg auf.

## Bevölkerung

### Einwohnerstruktur 2011
Nach den Erhebungen des Zensus 2011 lebten am Stichtag dem 9. Mai 2011 in Amönau 810 Einwohner. Darunter waren 15 (1,9 %) Ausländer.
Nach dem Lebensalter waren 132 Einwohner unter 18 Jahren, 320 zwischen 18 und 49, 207 zwischen 50 und 64 und 141 Einwohner waren älter. Die Einwohner lebten in 339 Haushalten. Davon waren 93 Singlehaushalte, 90 Paare ohne Kinder und 120 Paare mit Kindern, sowie 30 Alleinerziehende und 6 Wohngemeinschaften. In 54 Haushalten lebten ausschließlich Senioren und in 237 Haushaltungen lebten keine Senioren.

### Einwohnerentwicklung
| Quelle: | Historisches Ortslexikon                                                              |
| • 1502: | 26 Hausgesesse                                                                        |
| • 1577: | 75 Hausgesesse                                                                        |
| • 1580: | 29 Ackerleute, 31 Einläuftige                                                         |
| • 1630: | 43 Hausgesesse (6 zweispännige, 18 einspännige Ackerleute, 18 Einläuftige)            |
| • 1681: | 39 hausgesessene Mannschaften                                                         |
| • 1747: | 68 Haushalte                                                                          |
| • 1820: | 76 Häuser, 499 Einwohner                                                              |
| • 1838: | Familien: 66 nutzungsberechtigte, 8 nicht nutzungsberechtigte Ortsbürger, 2 Beisassen |

| Amönau: Einwohnerzahlen von 1776 bis 2020 | Amönau: Einwohnerzahlen von 1776 bis 2020 | Amönau: Einwohnerzahlen von 1776 bis 2020 | Amönau: Einwohnerzahlen von 1776 bis 2020 | Amönau: Einwohnerzahlen von 1776 bis 2020 |
| --- | ----------------------------------------- | ----------------------------------------- | ----------------------------------------- | ----------------------------------------- |
| Jahr |                                           |                                           |                                           | Einwohner                                 |
| 1776 | 1776                                      |                                           | 369                                       | 369                                       |
| 1800 | 1800                                      |                                           | ?                                         | ?                                         |
| 1820 | 1820                                      |                                           | 499                                       | 499                                       |
| 1834 | 1834                                      |                                           | 601                                       | 601                                       |
| 1840 | 1840                                      |                                           | 559                                       | 559                                       |
| 1846 | 1846                                      |                                           | 534                                       | 534                                       |
| 1852 | 1852                                      |                                           | 549                                       | 549                                       |
| 1858 | 1858                                      |                                           | 528                                       | 528                                       |
| 1864 | 1864                                      |                                           | 512                                       | 512                                       |
| 1871 | 1871                                      |                                           | 493                                       | 493                                       |
| 1875 | 1875                                      |                                           | 494                                       | 494                                       |
| 1885 | 1885                                      |                                           | 520                                       | 520                                       |
| 1895 | 1895                                      |                                           | 513                                       | 513                                       |
| 1905 | 1905                                      |                                           | 510                                       | 510                                       |
| 1910 | 1910                                      |                                           | 556                                       | 556                                       |
| 1925 | 1925                                      |                                           | 601                                       | 601                                       |
| 1939 | 1939                                      |                                           | 639                                       | 639                                       |
| 1946 | 1946                                      |                                           | 856                                       | 856                                       |
| 1950 | 1950                                      |                                           | 881                                       | 881                                       |
| 1956 | 1956                                      |                                           | 786                                       | 786                                       |
| 1961 | 1961                                      |                                           | 795                                       | 795                                       |
| 1967 | 1967                                      |                                           | 800                                       | 800                                       |
| 1976 | 1976                                      |                                           | 827                                       | 827                                       |
| 1985 | 1985                                      |                                           | ?                                         | ?                                         |
| 1995 | 1995                                      |                                           | 974                                       | 974                                       |
| 2005 | 2005                                      |                                           | ?                                         | ?                                         |
| 2011 | 2011                                      |                                           | 810                                       | 810                                       |
| 2015 | 2015                                      |                                           | 784                                       | 784                                       |
| 2020 | 2020                                      |                                           | 781                                       | 781                                       |
| Datenquelle: Historisches Gemeindeverzeichnis für Hessen: Die Bevölkerung der Gemeinden 1834 bis 1967. Wiesbaden: Hessisches Statistisches Landesamt, 1968. Weitere Quellen: LAGIS; Städteatlas Hessen; Stadt Wetter; Zensus 2011 |                                           |                                           |                                           |                                           |

### Historische Religionszugehörigkeit
| Quelle: | Historisches Ortslexikon                                                   |
| • 1861: | 509 evangelisch-lutherische, 5 evangelisch-reformierte Einwohner           |
| • 1885; | 520 evangelische (= 100 %) Einwohner                                       |
| • 1961: | 733 evangelische (= 92,20 %), 34 römisch-katholische (= 4,28 %) Einwohner. |

### Historische Erwerbstätigkeit
| Quelle: | Historisches Ortslexikon |
| • 1776: | Erwerbspersonen: zwei Müller, vier Schmiede, 6 Wagner, 6 Zimmerleute, ein Kalkbrenner, 5 Schneider, 5 Leineweber, ein Wirt, zwei Branntweinschenker und -brenner, 6 Tagelöhner, 9 Tagelöhnerinnen, 4 Schäfer. |
| • 1838: | Familien: 58 Ackerbau, 4 Gewerbe, 12 Tagelöhner. |
| • 1961: | Erwerbspersonen: 216 Land- und Forstwirtschaft, 131 Produzierendes Gewerbe, 42 Handel und Verkehr, 25 Dienstleistungen und Sonstiges.                                                                         |

## Politik

### Ortsbeirat
Für Amönau besteht ein Ortsbezirk (Gebiete der ehemaligen Gemeinde Amönau) mit Ortsbeirat und Ortsvorsteher nach der Hessischen Gemeindeordnung. Der Ortsbeirat für den Ortsbezirk Wetter besteht aus sieben Mitgliedern. Die Wahlbeteiligung zur Wahl des Ortsbeirats bei der Kommunalwahl 2021 betrug 55,75 %. Alle Kandidaten gehörten der „Freien Wählergemeinschaft“ an. Der Ortsbeirat wählte  zur Ortsvorsteherin.

### Wappen
Am 23. September 1971 genehmigte der Hessische Minister des Innern das Wappen mit folgender Beschreibung:
| Wappen von Amönau | Blasonierung: „In Rot über goldenem Schildfuß mit blauem Wellenbalken ein silberner Kirchturm mit blauem Tor und blauem Dach mit 2 Ecktürmchen; beseitet von silbernem Stern und silbernem zunehmenden Halbmond.“ |
| Wappen von Amönau | |

### Flagge
Am 23. September 1971 genehmigte der Hessische Minister des Innern die Flagge mit folgender Beschreibung:

„Die Flagge zeigt das Wappen auf 2 blau-gold gedrittelten Flaggenbahnen in verwechselten Farben.“

Eine amtliche Hissflagge führte die Gemeinde nicht. Lokal wird jedoch, angelehnt an die Bannerflagge, eine blau-gold gevierte Flaggenbahn, belegt mit dem Gemeindewappen verwendet.

## Kultur und Sehenswürdigkeiten

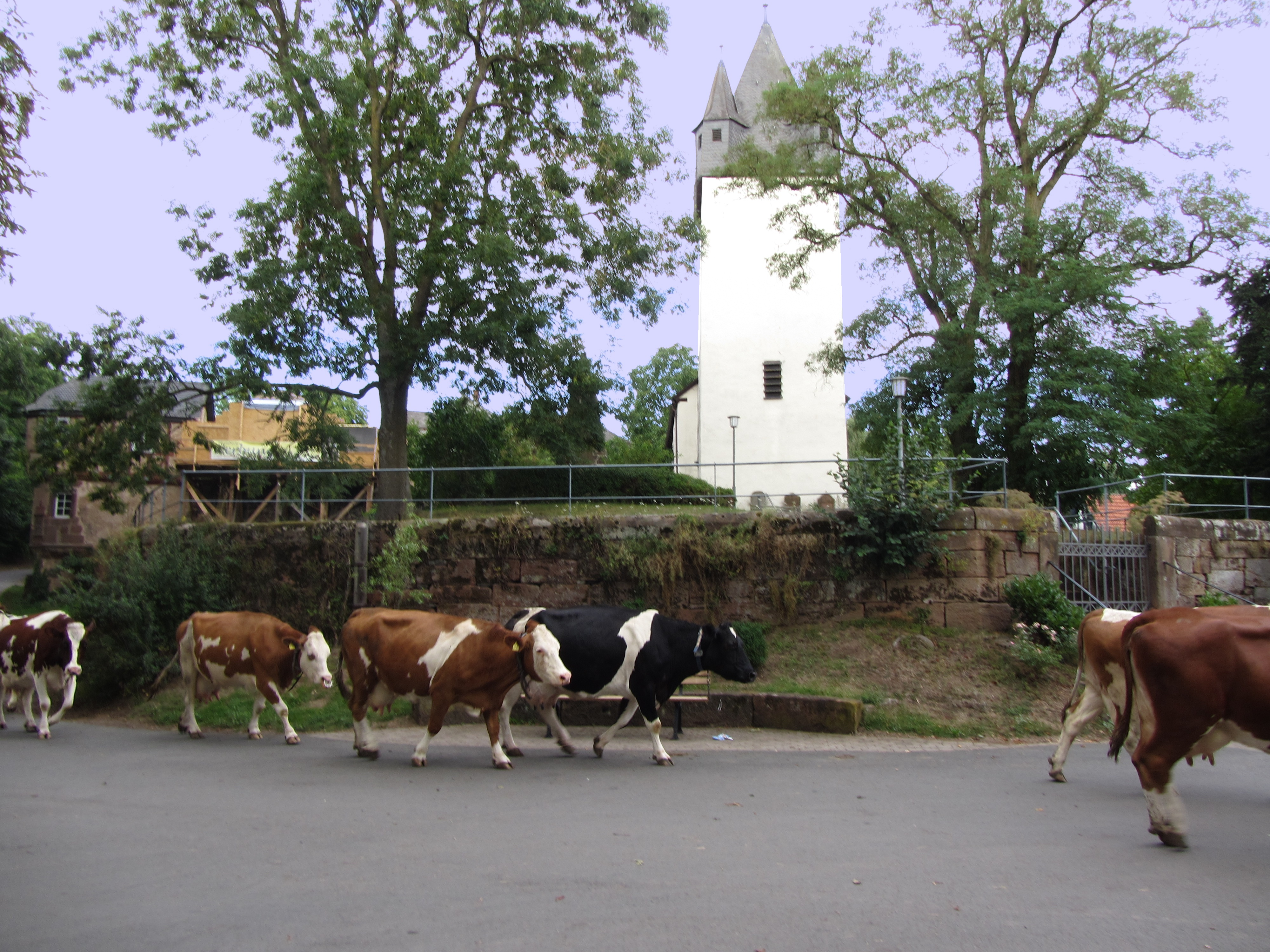
Ev. Kirche

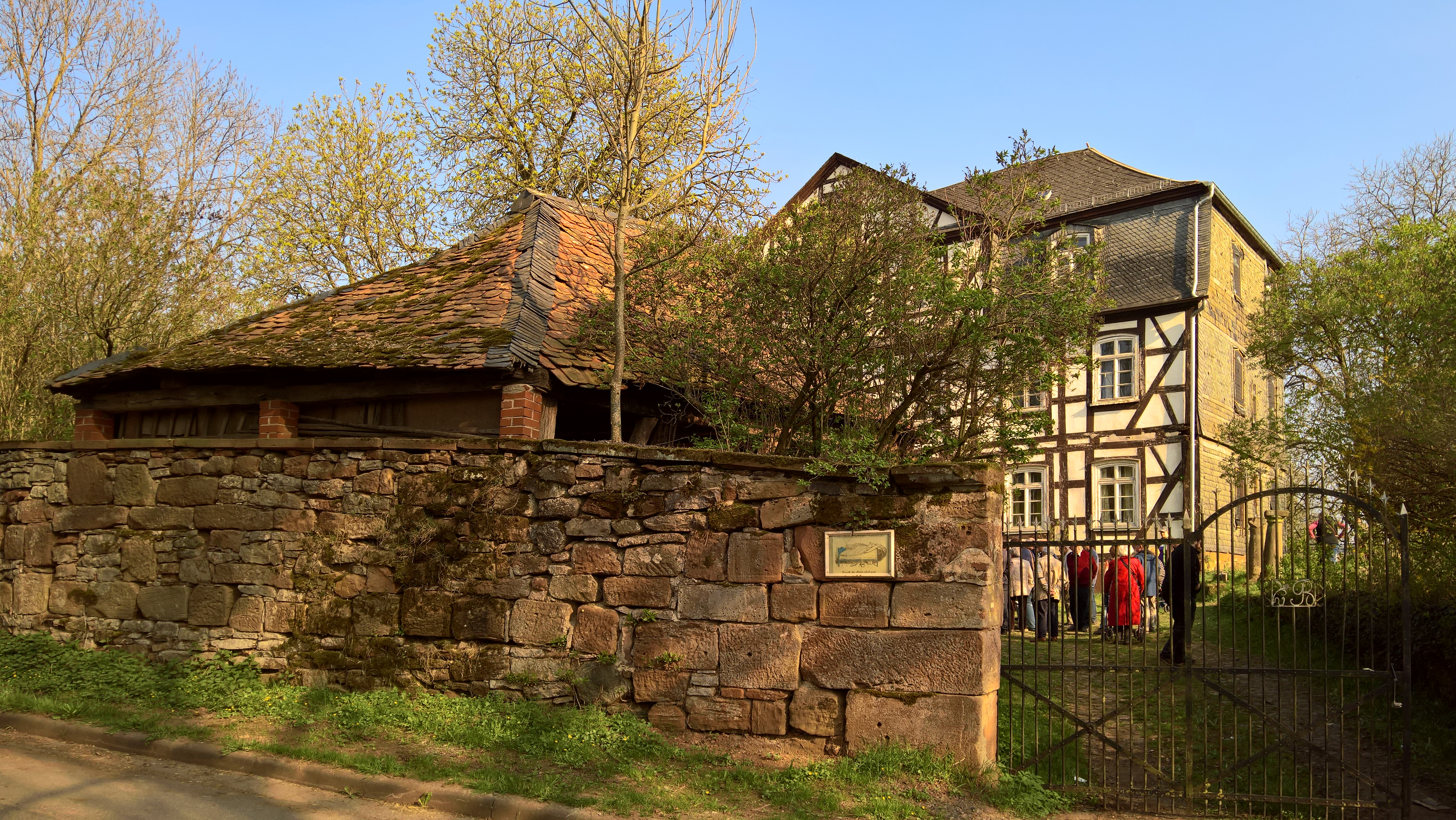
Schloss Amönau

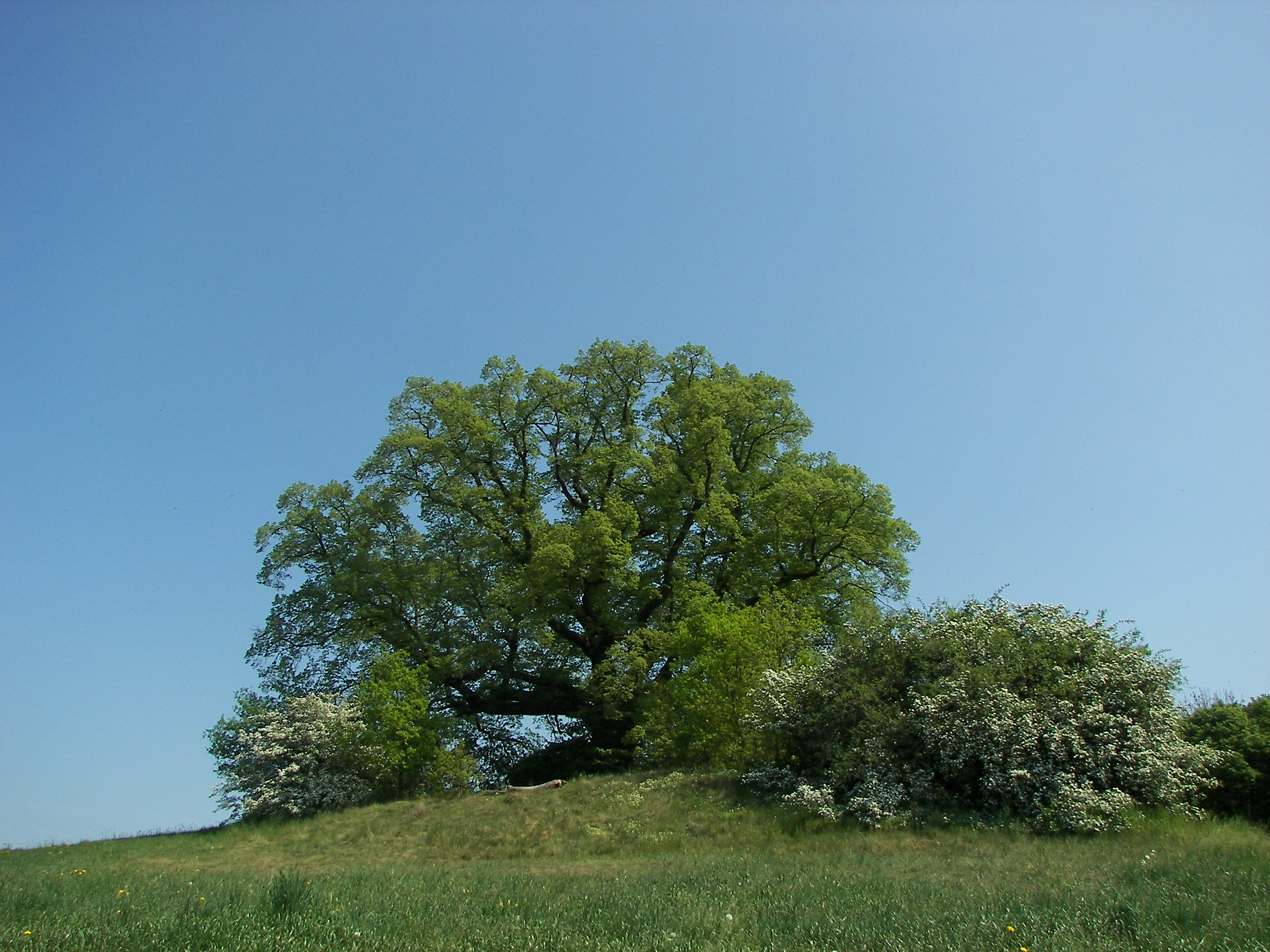
Alte Linde, genannt „Gerichtslinde“

### Kultur- und Naturdenkmale
Einen für Amönau markanten und malerischen Bereich bildet die, über dem Zusammenfluss von Asphe und Treisbach, etwas außerhalb gelegene Gebäudegemeinschaft aus Wehrkirche und Schloss.
Wehrkirche
Die Evangelische Kirche ist eine ehemalige Wehrkirche und stammt in ihrer heutigen Form aus dem 16. Jahrhundert. Teile der Kirche sind jedoch wesentlich älter. Der hochmittelalterliche Kirchturm wurde wahrscheinlich nach 1200 erbaut, der frühgotische Chor um 1300. Der Kirchplatz vor dem Kirchhof war auch der mittelalterliche Gerichtsplatz. Auf ihm stand die historische Gerichtslinde des Dorfes.
Schloss
Das Schloss Amönau mit seinem berühmten „Lusthäuschen“ (Foto s. u.) auf der alten Sandsteinmauer. Das Schloss soll im Wesentlichen im 15. Jahrhundert von der Familie von Hohenfels erbaut worden sein. Die Familie war bereits vor 1226 in Amönau begütert. Um 1615/16 ließ Hedwig von Bodenhausen ein Teehaus, das sogenannte „Lusthäuschen“, im Fachwerkstil mit oktogonalem Erker erbauen. Der Hessenmaler Otto Ubbelohde wählte es als Motiv für den „Rapunzelturm“ aus, eine seiner schönen Illustrationen der Grimmschen Märchen. Nennenswerte Umbauten am Schloss erfolgten um 1800/05, das „Lusthäuschen“ wurde 1997 renoviert.
Alte Linde
Die sogenannte Gerichtslinde Amönau ist ein Naturdenkmal in exponierter Lage auf einer Wiese etwa 300 m nordöstlich des Dorfes. Das genaue Alter des markanten Baumes ist nicht bekannt. Es wird angenommen, dass er in der Zeit um 1650, als „Friedenslinde“ aus Dankbarkeit über das Ende des Dreißigjährigen Kriegs gepflanzt wurde. Die Bezeichnung „Gerichtslinde“ gab ihr in den 1950er Jahren der örtliche Schulleiter, welcher damals  die Dorfchronik neu überarbeitete.

### Auszeichnungen
1963 wurde das Dorf Landessieger im Wettbewerb „Unser Dorf soll schöner werden“.
Im Jahre 2004/2005 nahm Amönau am europäischen Wettbewerb der Dorferneuerungsorte teil.
Amönau wurde als einzige hessische Ortschaft ausgewählt. Bei diesem Wettbewerb für besondere Leistungen in einzelnen oder mehreren Bereichen der Dorfentwicklung wurde über Amönau während der Preisvergabe folgendes gesagt:
Amönau zeichnet sich in besonderer Weise dadurch aus, dass Dorferneuerung in erster Linie als Hilfe zur Selbsthilfe verstanden wird und dass die Menschen mit ihren unterschiedlichen Bedürfnissen im Zentrum des Entwicklungsgeschehens, das von einer intakten Gemeinschaft und kulturellen Institutionen getragen wird, stehen, wie eine Reihe von herausragenden Projekten – Übergangswohnheim, Betreutes Wohnen, Jugendclub – aus dem Sozialbereich beweist. Vorbildlich ist Amönau aber auch hinsichtlich der Revitalisierung von wertvoller Bausubstanz, der Arbeitsplatzschaffung und der erreichten sozialen und funktionalen Vielfalt.

### Kulturverein
Seit dem Jahr 2000 gibt es in Amönau einen Theater- und Kulturverein, mit dem Namen „Turmwerkstatt – Kultur im Dorf“.
Dank diesem Verein und vielen talentierten Menschen entstehen im Rhythmus von ungefähr zwei Jahren Musicals im Dorf, die sehr viele Besucher anlocken.
Bisherige Musicals:
- 2000: Rapunzel
- 2002: Suaine – die Wasserfrau
- 2004: Los Banditos
- 2006: Ciella aus den Wolken
- 2008: Märchennacht (Zusammenfassung der bisherigen vier Musicals, das anlässlich der 1000-Jahr-Feier von Amönau im Jahre 2008 gezeigt wurde).
- 2010: Mondenland
- 2013: Mad Night
- 2016: Rapunzel
- 2019: Der Froschkönig